# Torneio Rio-São Paulo de 1961
O Torneio Rio-São Paulo de 1961 foi a 13.ª edição do Torneio Rio-São Paulo, disputado em duas fases. Na primeira fase as equipes foram divididas em dois grupos. Um com os times de São Paulo e o outro com as equipes do Rio de Janeiro. Jogaram todos contra todos. Os três melhores colocados de cada grupo passaram a fase final onde mais uma vez jogaram todos contra todos. A equipe que fez mais pontos nessa fase foi a campeã, o carioca Flamengo, tendo como vice campeão o Botafogo.

## História
O Torneio Rio-São Paulo era o grande atrativo das décadas de 1950 e 1960. As grandes equipes do Rio de Janeiro e de São Paulo se enfrentavam em um campeonato muito charmoso. No ano de 1961, após ter sido apenas terceiro lugar na fase carioca da competição, o Flamengo chegou às finais, e com três vitórias em três jogos, conquistou o título da competição.
O Flamengo já vinha disputando intensamente a competição, desde 1957 terminando entre os três primeiros colocados do Torneio Rio-São Paulo, alcançando finalmente o título em 1961, perante cerca de 40.000 torcedores pagantes.
Com destaque para Joel e Dida, o Rubro-Negro, que já havia goleado o Santos de Pelé pelo placar de 5 a 1, enfrentou o Corinthians no último jogo do torneio, no Maracanã. Com gols dos atacantes citados acima, o Flamengo bateu o Alvinegro por 2 a 0, e levou o caneco para a Gávea.

## Equipes participantes
Rio de Janeiro
- America
- Botafogo
- Flamengo
- Fluminense
- Vasco da Gama

 São Paulo
- Corinthians
- Palmeiras
- Portuguesa
- Santos
- São Paulo

## Primeira Fase

### Grupo A
| Classificação | Classificação | Classificação | Classificação | Classificação | Classificação | Classificação | Classificação | Classificação | Classificação | Classificação |
| Time | Time          | PG            | J             | V             | E             | D             | GP            | GC            | SG            | %             |
| --- | ------------- | ------------- | ------------- | ------------- | ------------- | ------------- | ------------- | ------------- | ------------- | ------------- |
| 1 | Santos        | 15            | 9             | 7             | 1             | 1             | 30            | 9             | +21           | 83,3          |
| 2 | Corinthians   | 11            | 9             | 5             | 1             | 3             | 20            | 13            | +7            | 61,1          |
| 2 | Palmeiras     | 11            | 9             | 4             | 3             | 2             | 15            | 12            | +3            | 61,1          |
| 4 | São Paulo     | 7             | 9             | 2             | 3             | 4             | 12            | 15            | -3            | 38,8          |
| 5 | Portuguesa    | 3             | 9             | 1             | 1             | 7             | 9             | 25            | -16           | 16,6          |
| PG - pontos ganhos; J - jogos; V - vitórias; E - empates; D - derrotas; GP - gols pró; GC - gols contra; SG - saldo de gols |               |               |               |               |               |               |               |               |               |               |

### Grupo B
| Classificação | Classificação | Classificação | Classificação | Classificação | Classificação | Classificação | Classificação | Classificação | Classificação | Classificação |
| Time | Time          | PG            | J             | V             | E             | D             | GP            | GC            | SG            | %             |
| --- | ------------- | ------------- | ------------- | ------------- | ------------- | ------------- | ------------- | ------------- | ------------- | ------------- |
| 1 | Botafogo      | 11            | 9             | 5             | 1             | 3             | 20            | 14            | +6            | 61,1          |
| 2 | Vasco         | 10            | 9             | 5             | 0             | 4             | 19            | 19            | 0             | 55,5          |
| 2 | Flamengo      | 10            | 9             | 5             | 0             | 4             | 12            | 20            | -8            | 55,5          |
| 4 | Fluminense    | 8             | 9             | 4             | 0             | 5             | 19            | 18            | +1            | 44,4          |
| 5 | America       | 4             | 9             | 2             | 0             | 7             | 13            | 24            | -11           | 22,2          |
| PG - pontos ganhos; J - jogos; V - vitórias; E - empates; D - derrotas; GP - gols pró; GC - gols contra; SG - saldo de gols |               |               |               |               |               |               |               |               |               |               |

## Fase Final
13/04
Vasco 2–1 Santos
Corinthians 0–1 Botafogo
16/04
Flamengo 3–1 Palmeiras
Corinthians 0–2 Vasco
19/04
Botafogo 0–0 Palmeiras
Santos 1–5 Flamengo
22-23/04
Palmeiras 1–0 Vasco
Flamengo 2–0 Corinthians
Santos 1–2 Botafogo
| Classificação | Classificação | Classificação | Classificação | Classificação | Classificação | Classificação | Classificação | Classificação | Classificação | Classificação |
| Time | Time          | PG            | J             | V             | E             | D             | GP            | GC            | SG            | %             |
| --- | ------------- | ------------- | ------------- | ------------- | ------------- | ------------- | ------------- | ------------- | ------------- | ------------- |
| 1 | Flamengo      | 6             | 3             | 3             | 0             | 0             | 10            | 2             | +8            | 100           |
| 2 | Botafogo      | 5             | 3             | 2             | 1             | 0             | 3             | 1             | +2            | 83,3          |
| 3 | Vasco         | 4             | 3             | 2             | 0             | 1             | 4             | 2             | +2            | 66,6          |
| 4 | Palmeiras     | 3             | 3             | 1             | 1             | 1             | 2             | 3             | -1            | 50            |
| 5 | Santos        | 0             | 3             | 0             | 0             | 3             | 3             | 9             | -6            | 00            |
| 5 | Corinthians   | 0             | 3             | 0             | 0             | 3             | 0             | 5             | -5            | 00            |
| PG - pontos ganhos; J - jogos; V - vitórias; E - empates; D - derrotas; GP - gols pró; GC - gols contra; SG - saldo de gols |               |               |               |               |               |               |               |               |               |               |

### Jogo do título
| 23 de Abril de 1961 | Flamengo            | 2 – 0         | Corinthians | Maracanã, Rio de Janeiro Público Estimado: 40.000 Renda: Cr$ 2.610.115,00 Árbitro: |
|                     | Joel 52' · Dida 67' | Ficha Técnica |             |                                                                                    |

| Flamengo | Corinthians |

|                |    |                |    |    |
|                |    |                |    |    |
| G              | 1  | Ari            |    |    |
| Z              | 2  | Joubert        |    |    |
| Z              | 4  | Jadir          |    |    |
| Z              | 3  | Bolero         |    |    |
| Z              | 6  | Jordan         |    |    |
| M              | 5  | Carlinhos      |    |    |
| M              | 8  | Gérson         |    |    |
| A              | 7  | Joel           |    | a' |
| A              | 9  | Henrique Frade |    |    |
| A              | 10 | Dida           |    | b' |
| A              | 11 | Germano        |    |    |
| Substituições: |    |                |    |    |
|                |    | Othon          | a' |    |
|                |    | Norival        | b' |    |
| Treinador:     |    |                |    |    |
| Fleitas Solich |    |                |    |    |

|                |    |              |    |    |
|                |    |              |    |    |
| G              | 1  | Cabeção      |    |    |
| Z              | 2  | Olavo        |    |    |
| Z              | 3  | Ari Clemente |    |    |
| M              | 4  | Jaime        |    |    |
| M              | 6  | Oreco        |    |    |
| M              | 5  | Sídnei       |    |    |
| A              | 8  | Zague        |    |    |
| A              | 7  | Paulinho     |    | a' |
| A              | 10 | Miranda      |    |    |
| A              | 9  | Rafael       |    |    |
| A              | 11 | Gélson       |    |    |
| Substituições: |    |              |    |    |
| A              |    | Bataglia     | a' |    |
| Treinador:     |    |              |    |    |
| Alfredo Ramos  |    |              |    |    |

## Premiação

### Campeão
| Torneio Rio-São Paulo de 1961 |
| ----------------------------- |
| Flamengo 1º Título            |